# 합천고등학교
합천고등학교(陜川高等學校)는 대한민국 경상남도 합천군 합천읍 합천리에 있는 공립 고등학교이다.

## 학교 연혁
- 1928년 1월 6일 : 삼가공립 농업보습학교 2년제 설립 인가
- 1950년 12월 31일 : 합천농업고등학교 3년제 2학급 인가
- 1951년 10월 10일 : 개교
- 1971년 5월 6일 : 합천종합고등학교로 교명 변경 인가
- 1998년 3월 1일 : 학칙변경 인가 9학급(생물응용과 1, 보통과 2) 및 합천고등학교로 교명 변경
- 2008년 8월 6일 : 학칙변경 인가(1학급 증설, 총 9학급)
- 2008년 9월 9일 : 기숙형 공립고 선정
- 2023년 1월 3일 : 제71회 졸업식(졸업생 61명, 졸업생 누계 9,493명)
- 2023년 3월 1일 : 제26대 유수경 교장 취임
- 2023년 3월 2일 : 제73회 입학식(입학생 73명)

## 참고 자료
- 합천고등학교 - 한국교육학술정보원 학교알리미